# Axxam n Dda Mezian
 (janvier 2018).
Si vous disposez d'ouvrages ou d'articles de référence ou si vous connaissez des sites web de qualité traitant du thème abordé ici, merci de compléter l'article en donnant les références utiles à sa vérifiabilité et en les liant à la section « Notes et références ».
Axxam N'Da Meziane (en berbère :اخام نالدا مزيان [axːæːm nel‿damezˁjan]) ou Dar n'da Meziane (en arabe : دار الدا مزيان) est une série télévisée algérienne créée par Slimane Boubekeur, diffusée en simultané du 10 août 2010 au 30 juillet 2014 sur Chaîne 4.

## Synopsis
Le fils de Da Meziane s'est marié avec une Française Monica et décide de l'amener en Kabylie. Mais cette dernière est plus âgée que lui ce qui n'est pas du goût de sa famille. Monica apprend à vivre en Algérie après que son mari décide finalement de la laisser chez ses parents et de rentrer en France. Monica va découvrir la vie d'une famille ordinaire Bérbère. 

## Distrubutions

### Acteurs principaux
- Arezki Siouani : Da Meziane Hamitouche
- Nassima Ben Mouhoub : Ferroudja
- Razeka Ferhane : Taouss
- Amina Beldjoudi : Aldjia
- Slimane Boubekeur : Mokrane
- Salima Labidi : Monica

### Acteurs récurrents
- Yacine Zaidi : Akli
- Mohamed Bouaraba : Da Makrane (récurrent saison 1, principale depuis saison 2)
- Massi Bouaziz : Missou
- Redouane Haliche : Idir

### Invités
- Hamid Achouri
- Mohamed Djadid
- Abdelkader Addad
- Bekhta Ben Ouiss
- Mourad Chaabane

## Résumé de la série

### Saison 2
Diffusée sur la Chaîne 4 durant le mois de ramadhan, du 1er août 2011 au 30 août 2011.
Idir, le fils de Da Meziane s'est marié avec la fille de Monica, Jaqueline. Da Meziane décide d'aller le chercher en France après que Jacqueline se soit séparée de lui, Da Meziane demande à Monica de l'accompagner ce qui n'est pas du goût de Ferroudja, la femme de Da Meziane.
Taouss se sépare de Mokrane et Ferrouja en profite pour faire venir sa nièce Lablira pour que Mokrane tombe sous son charme, ce qui n'est pas le cas.

### Saison 3
Diffusée sur la Chaîne 4 durant le mois de ramadhan 2012.
Da Meziane se présente aux élections pour devenir Maire de sa commune face à Da Belaid, (Sahitou). Taouss est nommée directrice de la communication de la campagne de Da Meziane. Pendant ce temps, Ferroudja veut faire marier sa nièce Rbiha à son fils Idir, alors toute la petite famille tente de comploter et se saboter le projet de Ferroudja. En effet, Idir n'est pas insensible au charme de la sœur de Taous.

### Saison 4
À la suite du décès tragique de l'actrice Salima Labidi qui est l'interprète du rôle de Monica, la saison 4 a été reporté l'année suivante.
Depuis le début du ramadhan 2013, le sitcom n'est pas diffusée sur la chaîne Chaîne 4. 